# Костезубі птахи
Pelagornithidae — вимерла родина великих пеліканоподібних птахів (Pelecaniformes). Ці птахи були широко поширені від еоцену (ймовірно палеоцену) до міоцену; неозначені антарктичні види відносяться навіть до середнього еоцену. Вони мали розмах крил до 6 м та нагадували зовнішнім виглядам альбатросів, проте мали більший дзьоб із зубоподібними виростами, що ймовірно дозволяли йм захоплювати склизку здобич, наприклад риб або кальмарів. Їх подібність до пеліканоподібних дозволяє палеонтологам віднести їх до цього ряду. Найвідоміший рід ряду, Osteodontornis, мешкав в північній півкулі та містив одних з найбільших птахів того часу.

## Роди
У родині описані роди:
- Protodontopteryx (ранній палеоцен, Нова Зеландія)
- Pseudodontornis (олігоцен, Пд. Кароліна)
- Odontopteryx (палеоцен-еоцен, Марокко, Узбекистан)
- Dasornis (еоцен, Англія)
- Macrodontopteryx (еоцен, Англія)
- Gigantornis (еоцен, Нігерія)
- "Aequornis" (еоцен, Того) – nomen nudum[3]
- Caspiodontornis (олігоцен, Азербайджан)
- Palaeochenoides (олігоцен, сша)
- Tympanonesiotes (олігоцен-міоцен, США)
- Cyphornis (міоцен, Канада)
- Osteodontornis (міоцен–пліоцен)
- Pelagornis (міоцен, Франція – плейстоцен, Марокко)
- "Pseudodontornis" stirtoni (міоцен або пліоцен, Нова Зеландія)